# Catedral de la Asunción de la Virgen María (Varaždin)
La Catedral de la Asunción de la Virgen María  o simplemente Catedral de Varaždin (en croata: Katedrala Uznesenja Blažene Djevice Marije na nebo) es un templo católico que se encuentra en Varaždin, Croacia. La iglesia es de 1997, la catedral de la diócesis de Varaždin.
La catedral de Varaždin fue construida en estilo barroco entre 1642 y 1646 por la orden de los jesuitas. El campanario fue construido en 1676, la sacristía se completó en 1726. Después de la abolición de la orden de los jesuitas en 1773, la iglesia pasa a los Paulinos. Más tarde, la iglesia fue secularizada en 1788 y convertida en un granero con fines militares. En 1797 fue re-consagrada como iglesia.
La bula "Clarorum sanctorum" del 5 de julio de 1997 del Papa Juan Pablo II creó la nueva diócesis de Varaždin lo que transformó a la iglesia en una catedral. 

## Véase también

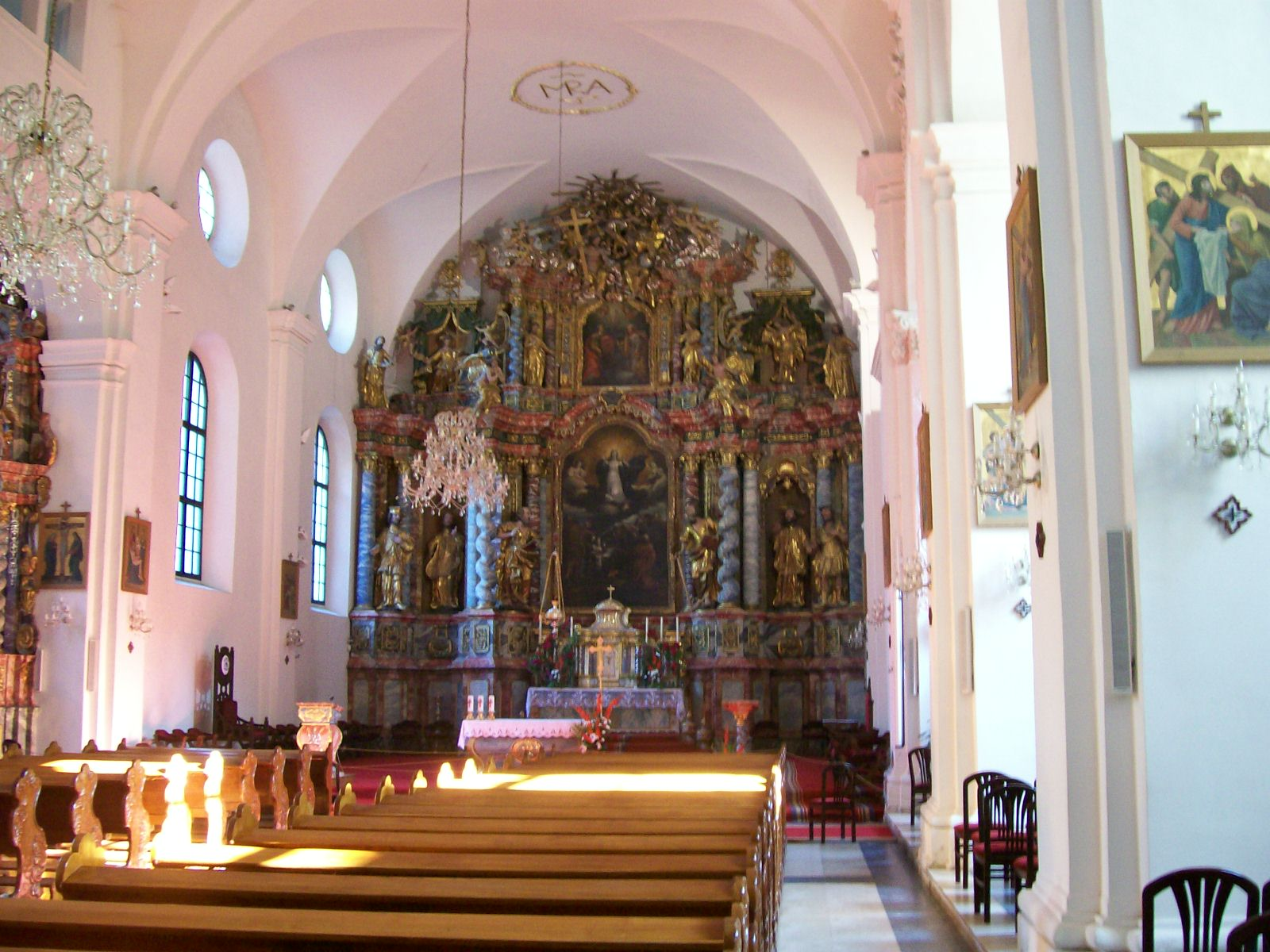
Vista interna